# Unidad Profesional Interdisciplinaria de Ingeniería y Ciencias Sociales y Administrativas
La Unidad Profesional Interdisciplinaria de Ingeniería y Ciencias Sociales y Administrativas (UPIICSA) es una Unidad Académica perteneciente al Instituto Politécnico Nacional, se creó por decreto presidencial el 31 de agosto de 1971, siendo Presidente de los Estados Unidos Mexicanos el Lic. Luis Echeverría Álvarez, Secretario de Educación Pública el Ing. Víctor Bravo Ahuja y director general del Instituto Politécnico Nacional, el Ing. Manuel Zorrilla Carcaño.  
La UPIICSA inició operaciones el 6 de noviembre de 1972, siendo un logro para el IPN  y para el país al ofertar la primera carrera universitaria enfocada al estudio de la informática en toda Latinoamérica.
Es una institución educativa de nivel superior y posgrado comprometida en la formación integral e interdisciplinaria de profesionales, investigadores y emprendedores de alto nivel académico en las áreas de ingeniería, administración e informática, contribuye al desarrollo económico, social y sustentable a nivel nacional e internacional además cuenta con una estructura académica y personal de apoyo calificada e infraestructura de vanguardia.
UPIICSA, es miembro de la única ingeniería en red académica con otras escuelas superiores dentro del Instituto Politécnico Nacional; ISISA (Ingeniería en Sistemas Automotrices), dentro de su actual oferta educativa para dicha ingeniería, cuenta con una opción terminal de especialidad basada en Tecnología de vehículos (Administración y Técnica).

## Historia
El 22 de enero de 1972 se coloca en este sitio la primera piedra de lo que será la Unidad Profesional Interdisciplinaria de Ingeniería y Ciencias Sociales y Administrativas, del propio Instituto. La idea de construir este centro partió del presidente Luis Echeverría Álvarez a mediados de 1971, cuando en un acuerdo con el Secretario de Educación, el Ing. Víctor Bravo Ahuja al hablar de la reforma educativa, pidió a éste que se hiciera un proyecto de un nuevo centro de estudios e investigación científica y tecnológica para el Instituto Politécnico Nacional, con flexibilidad para crear o modificar carreras útiles para el desarrollo del país, especialmente en el aspecto industrial, y que además realizara investigación.
Posteriormente, el presidente Echeverría expidió el decreto presidencial de fecha 31 de agosto de 1971, publicado en el Diario Oficial del día primero de octubre del citado año, en el cual se declara de utilidad pública la construcción y funcionamiento, en este lugar, de una nueva Unidad Profesional del Instituto Politécnico Nacional. El centro tuvo un costo de 300 millones de pesos y se construyó en dos etapas, terminándose la primera en agosto de 1972 y la segunda en agosto de 1973. La capacidad total de matrícula se estimó en 10,000 alumnos divididos en dos turnos. En la actualidad pocas escuelas del país son comparables con la UPIICSA, en cuanto a su belleza, dinamismo y propuesta educativa.

### Escudo

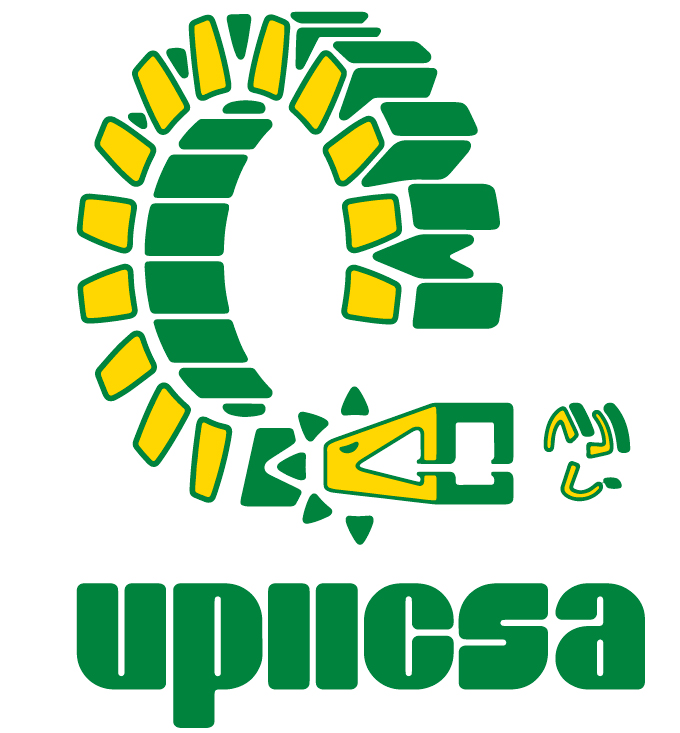
Escudo de la UPIICSA.

En el año de 1974, siendo Director de la UPIICSA el Dr. Raúl Talán Ramírez, se convocó a un concurso para aportar ideas que permitieran definir el escudo. De esta manera, con la participación de alumnos, profesores y autoridades, se gestó la simbología de la UPIICSA, la cual se fundamenta en el estudio de las raíces históricas nacionales y en la interpretación de la realidad, en un proceso dirigido a la búsqueda de valores culturales y personales, para sustentar la mística educativa del "alma máter" y reafirmar la autoestima de los miembros de la comunidad, en torno a la imagen del hombre. 
En este símbolo institucional se representan, con extraordinaria visión, las cinco licenciaturas, los estudios de posgrado y la gran diversidad de actividades interdisciplinarias que en sus instalaciones se desarrollan.
Por ejemplo, al observar el escudo, tenemos como componentes un engrane flexible es utilizado por la parte externa del cuerpo de Quetzalcoatl, que representa a la Ingeniería Industrial. Formando la parte interna del cuerpo de Quetzalcoatl, se despliega una pista o camino vial, que en conjunto con la sensación de movimiento antihorario que brinda a la vista la perspectiva del engrane, representan a la Ingeniería en Transporte. La boca de Quetzalcoatl, ofrece para nuestra imaginación una unidad de almacenamiento masivo en disco magnético, que en conjunto con la parte externa del propio engrane, la cual simula una cinta magnética, representan a la Licenciatura en Ciencias de la Informática. La Ingeniería en Informática se idealiza por la integración del engrane y las semillas del saber y del conocimiento humano saliendo de las fauces de la serpiente emplumada que estilizan un carrete de cinta, quedando representada así la industria del procesamiento automatizado de datos.
La representación de la Administración Industrial se abstrae al integrar armónicamente el escudo completo, fusionando las ciencias básicas y sociales, de ingeniería y administrativas, como piezas fundamentales en el desenvolvimiento eficaz de cualquier organización

## Misión
La Unidad Profesional Interdisciplinaria de Ingeniería y Ciencias Sociales y Administrativas, del Instituto Politécnico Nacional que contribuye en la formación integral e interdisciplinaria de profesionistas e investigadores, con alto nivel académico en las áreas de ingeniería, administración e informática para contribuir al desarrollo económico, social y sustentable de México.

## Visión
Ser la Unidad Académica Interdisciplinaria más reconocida a nivel nacional e internacional por el liderazgo y enfoque global e innovador de sus egresados en la contribución del desarrollo social y económico de México, en un ambiente de inclusión, libertad, equidad, transparencia y democracia.

## Objetivo
Formar profesionistas a nivel licenciatura y posgrado con carácter interdisciplinario, en las áreas de la Ingeniería, las Ciencias Sociales y Administrativas y la Informática; así como promover la investigación y el desarrollo tecnológico y científico, además de apoyar la satisfacción de las necesidades institucionales y del sector productivo del país.

## Oferta Educativa
- Licenciatura en Ciencias de la Informática
- Licenciatura en Ingeniería Informática
- Licenciatura en Ingeniería Industrial
- Licenciatura en Administración Industrial
- Licenciatura en Ingeniería del Transporte
- Licenciatura en Ingeniería ferroviaria

## Sección de Estudios de Posgrado e Investigación
En 1973, se llevó a cabo un Comité Asesor, con el propósito de estructurar un área encargada de ofrecer estudios de posgrado, así como de fomentar el diseño y desarrollo de proyectos de investigación. En 1974, se iniciaron las actividades en la anteriormente llamada Sección de Estudios de Graduados e Investigación, en las áreas de Ingeniería. Informática, Economía y Administración. En 1975 se inició el primer programa interdisciplinario de maestría: Maestría en Administración con Especialidad en Análisis de Decisiones, con una matrícula de 52 alumnos. De acuerdo a los lineamientos de la estructura organizacional del Instituto Politécnico Nacional, la Sección de Estudios de Posgrado e Investigación (SEPI), se compone de los Departamentos de Posgrado e Investigación Archivado el 17 de abril de 2019 en Wayback Machine., siendo el Colegio de Profesores de la SEPI-UPIICSA el órgano en el que se analizan y resuelven los asuntos académicos del posgrado. Los programas ofrecidos son cuatro maestrías y un programa de Doctorado en Red. El Jefe de la Sección de Estudios de Posgrado es el Dr. Eduardo Gutiérrez González. Los programas que la SEPI ofrece son: 
- Maestría en Ingeniería Industrial (Pertenece al PNPC del Conacyt)
- Maestría en Informática
- Maestría en Administración (Pertenece al PNPC del Conacyt)
- Maestría en Ciencias en Estudios Interdisciplinarios para PyMEs (Pertenece al PNPC de Conacyt)
- Doctorado en Gestión y Políticas de la Innovación

## CELEX
El centro de Idiomas de esta unidad profesional proporciona una oferta educativa en materia de lenguas extranjeras, con el propósito de contribuir a la formación integral de la comunidad politécnica y de la sociedad en general, a través de una planta docente experimentada y comprometida, apoyada en el uso de medios tecnológicos modernos. 
Se imparten los siguientes idiomas:
- Inglés: 15 niveles
- Francés: 15 niveles
- Italiano: 15 niveles
- Alemán: 15 niveles

## Infraestructura
La unidad está integrada por 9 edificios, 6 de ellos con laboratorio de cómputo y servicio de fotocopiado, además la unidad cuenta con biblioteca, cafetería y los siguientes laboratorios:
Laboratorios Ligeros
- Física Aplicada
- Química Aplicada

Laboratorios Pesados

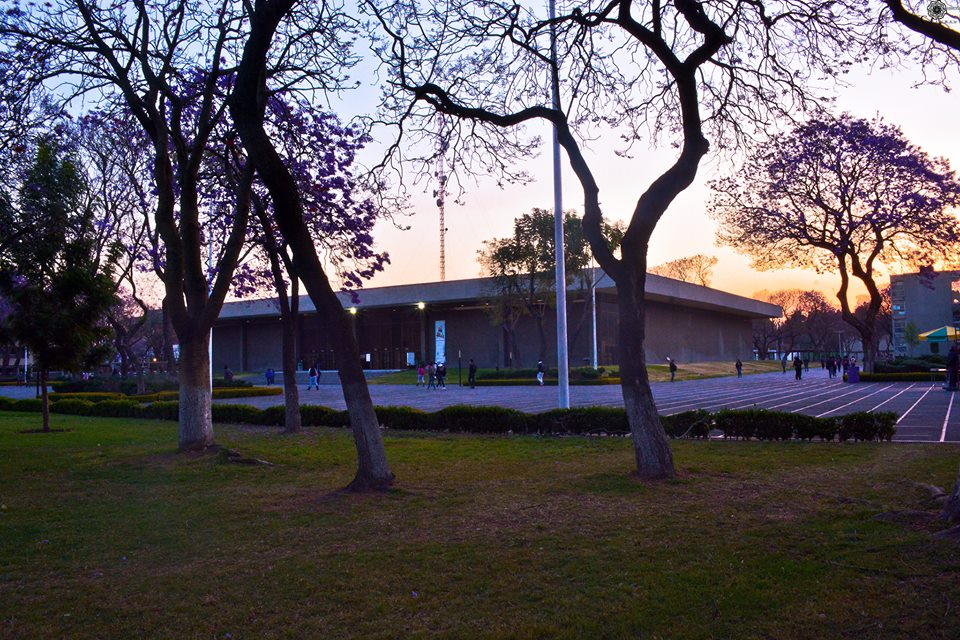
Explanada Principal de UPIICSA

- Análisis Sistemático de la Producción I y II
- Electricidad y Electrónica
- Hidráulica y Neumática
- Sistemas de Control
- Control Numérico
- Pruebas No Destructivas
- Pruebas Mecánicas
- Procesos de Manufactura (Ej.: Moldeo y Fundición, Inyección y Extrusión de Plástico, Metales, Soldadura)
- Automatización y Robótica
- Aplicación de Sistemas Digitales
- Análisis y Adquisición de Datos

Laboratorios de Cómputo
- Sun Microsystems
- Autodesk

## Docencia
La UPIICSA cuenta con 5 diferentes departamentos los cuales son:

### Departamento Académico de Formación Básica
- Humanidades y Ciencias Sociales
- Matemáticas
- Química
- Física
- Formación Integral
- Laboratorio de Química
- Laboratorio de Física

### Departamento Académico de Desarrollo Profesional Específico
- Informática
- Sistemas de Transporte
- Investigación de Operaciones
- Computación
- Ciencias Básicas de la Ingeniería
- Ingenierías Industrial
- Producción

### Departamento Académico de Estudios Profesionales Genéricos
- Contabilidad y Finanzas
- Administración
- Derecho
- Mercadotecnia
- Nuevas Tecnologías
- Economía

### Departamento Académico de Competencias Integrales e Institucionales
- Laboratorio de Procesos de Manufactura
- Laboratorio de Electricidad y Control
- Laboratorio de Control de Calidad
- Laboratorio de Ingeniería de Métodos
- Laboratorio de Tecnología de Vehículos
- Laboratorio de Automatización y Robótico

### Departamento Académico de Competencias
- Laboratorio de Física
- Laboratorio de Química

## Unidad de Informática (UDI)
El área de cursos, fortalece, apoya e incrementa la cultura Informática de los miembros, del Instituto Politécnico Nacional y de las personas ajenas al Politécnico. Esta área de capacitación, se dedica a proporcionar por medio de cursos de computación el manejo y aplicación de software y lenguajes de programación, con un costo accesible a las posibilidades de los interesados. Para lo cual, periódicamente realiza: procesos de aprendizaje, adquisición de métodos de enseñanza, capacitación de instructores, desarrollo de técnicas de motivación; logrando con esto, una mejor asimilación de conocimientos en el participante, a través de un elevado proceso de enseñanza - aprendizaje

## Comunidad Estudiantil
Innova Centre - "Innovation Inspires Our World"
Comunidad interdisciplinaria de alumnos destacados en las áreas de Emprendimiento, Tecnología e Innovación.
- INNOVA CENTRE